# Altamira (jaskinia)
Altamira – jaskinia krasowa w górach Kantabryjskich w północnej Hiszpanii, w pobliżu miejscowości Santillana del Mar. Odkrył ją w 1868 r. Modesto Cubillas. Jej wnętrze pokryte jest wielobarwnymi rysunkami należącymi do kultury magdaleńskiej.

## Historia odkrycia
Jaskinię odkrył w 1868 r. miejscowy myśliwy. Jego pies rzucił się w pogoń za lisem, który skrył się w szczelinie skalnej. Pies, który skoczył za zdobyczą, utknął jednak w zbyt wąskim otworze. Gdy myśliwy, uwalniając zwierzę, odwalił kilka głazów, poczuł wyraźny powiew chłodnego powietrza, świadczący o istnieniu większej jaskini.
O odkryciu jaskini dowiedział się od niego miejscowy posiadacz ziemski, prawnik i paleontolog amator, Marcelino Sanz de Sautuola, jednak po raz pierwszy wszedł do jaskini dopiero w 1875 lub 1876 r. Już podczas wstępnego kopania znalazł w niej obrobione ułomki krzemienia oraz kości różnych zwierząt. Po kolejnych 3 lub 4 latach Satuola wybrał się ponownie do jaskini, tym razem wraz ze swą kilkuletnią córką imieniem Maria. Podczas gdy ojciec zajęty był penetrowaniem spągu jaskini, jego córka odkryła na stropie doskonale zachowane malowidła, przedstawiające różne zwierzęta. Zaskoczony odkryciem, Satuola zaczął je badać w miarę swojej wiedzy, a wyniki ogłosił w 1880 r. w niewielkiej broszurze pt. „Breves apuntes sobre algunos objetos prehistóricos de la provincia de Santander” (Krótkie notatki o niektórych prehistorycznych obiektach z prowincji Santander).

## Charakterystyka jaskini
Długość jaskini ok. 270 m, wysokość w niektórych odgałęzieniach i komorach: 1–2,6 m. W części głównej jaskini na stropie o pow. ponad 100 m² odkryto sylwetki zwierząt. Kilkanaście żubrów, jelenie, sarny, konie i koziorożce oraz znaki geometryczne, malowane w trzech kolorach: czerwień, czerń i fiolet. Wymiary fryzu to 18,0 m długości i 9,0 m szerokości. Wysokość jaskini, w której został znaleziony, wynosi ok. 2,0 m. Artysta wykorzystał naturalną rzeźbę skalną, jej wybrzuszenia i załamania, malując na nich sylwetki żubrów w różnych pozycjach: klęku, skoku, upadku. Całe przedstawione stado żubrów znajduje się w ruchu. Sprawia wrażenie stada zatrzymującego się w pędzie przed postacią 12-metrowej łani namalowanej na najbardziej oddalonej płaszczyźnie. Głowa łani zwrócona jest w kierunku otworu jaskini. Na ścianach znajdują się także ryty antropomorficzne oraz odciski i kontury dłoni. Większość rysunków powstała około 13 000 lat p.n.e., jednak niektóre fragmenty rysunków datuje się, stosując datowanie radiowęglowe, na wiek od 25 000 do 35 000 lat.
Jest to jedno z największych osiągnięć sztuki górnopaleolitycznej. Badacze chętnie przypisują rysunkom charakter magiczny, ale wydaje się, że lepiej jest traktować je jako wyraz dążenia do poznawania świata: umiejętność odzwierciedlenia rzeczywistości, początek sztuki, nauki, a nawet pisma.

## Ochrona jaskini
Od czasu udowodnienia, że malowidła pochodzą z paleolitu, liczba odwiedzających wciąż rosła. W 1973 roku jaskinię odwiedziło 174 000 ludzi. Wpływ wydychanego dwutlenku węgla oraz pyłu odzieżowego nie był obojętny, co doprowadziło do zamknięcia jaskini dla publiczności w 1977 roku. Ponownie otwarto w 1982, lecz dostęp był ograniczony do kilku osób dziennie i aby wejść do jaskini, trzeba było wpisać się na listę oczekujących trzy lata wcześniej. W 2001 roku zamknięto ponownie jaskinię, zezwalając na wstęp tylko naukowcom i konserwatorom. Jednocześnie zbudowano replikę jaskini, którą otwarto w 2008 roku.
Od 1985 roku jaskinia znajduje się na liście UNESCO Światowego Dziedzictwa Kulturowego i Przyrodniczego Ludzkości.